# ファニーフィールド
『ファニーフィールド』は、1990年6月15日に発売されたパズルゲーム。SNK唯一のゲームボーイ用ソフトであり、旧SNK発売元における任天堂のゲーム機の最後のゲームソフトであった。本作を最後にSNKでのサードパーティータイトルは1996年3月28日発売のセガサターン版『ザ・キング・オブ・ファイターズ'95』までに約6年間待つこととなった。また、1998年10月29日にネオジオポケットが発売されるまでには本作はSNK発売元としてでの唯一の携帯ゲーム作品であった。